# Обсерваторія Акено
Обсерваторія Акено — обсерваторія космічних променів, розташована в місті Акено, в префектурі Яманасі в Японії. Обсерваторією керує Інститут дослідження космічних променів при Токійському університеті. В обсерваторії працює детектор космічних променів дуже високої енергії AGASA (Akeno Giant Air Shower Array, "акенський гігантський масив космічних променів").
Будівництво обсерваторії почалося в 1975 році, а в 1977 році вона увійшла до складу Інституту дослідження космічних променів. Досягнення обсерваторії включають спостереження в 1995 році атмосферної зливи космічних променів надвисокої енергії, яка раніше вважалася неможливою.